# Pleromelloida smithi
Pleromelloida smithi là một loài bướm đêm trong họ Noctuidae.